# Euphorbia bubalina
Euphorbia bubalina es una especie de planta perenne perteneciente a la familia Euphorbiaceae. Es endémica de Sudáfrica.

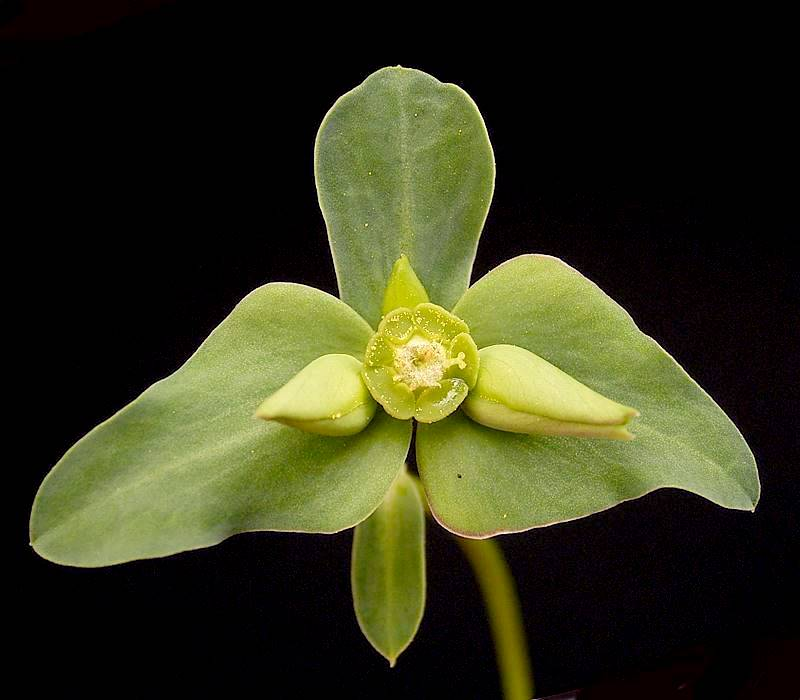
Detalle de la inflorescencia

## Descripción
Es un arbusto suculento, sin espinas, ramas cilíndricas, con hojas alternas, esparcidas a lo largo de las ramas jóvenes, cuneada-oblanceoladas o rectangular lanceoladas, obtusas o subagudas, apiculadas. Las inflorescencias en pedúnculos solitarios en las axilas de las hojas, extendidas o ascendentes, 1-6 cm de largo, bifurcada una vez o que lleva una umbela de 3 rayos simples o una o dos veces bifurcada en el ápice, con un par o un verticilo de 3 brácteas en la base de la umbela y 1 o 2 muy reducidos por debajo de las hojas y que persiste durante 2 o 3 años.

## Taxonomía
Euphorbia bubalina fue descrita por Pierre Edmond Boissier y publicado en Centuria Euphorbiarum 26. 1860.
Etimología
Euphorbia: nombre genérico que deriva del médico griego del rey Juba II de Mauritania (52 a 50 a. C. - 23), Euphorbus, en su honor – o en alusión a su gran vientre – ya que usaba médicamente Euphorbia resinifera. En 1753 Carlos Linneo asignó el nombre a todo el género.
bubalina: epíteto latino que significa "con color de gacela".
Sinonimia
- Euphorbia laxiflora Kuntze[6][7]